# Trypetheliopsis
Trypetheliopsis — рід грибів родини Monoblastiaceae. Назва вперше опублікована 1937 року.

## Класифікація
До роду Trypetheliopsis відносять 8 видів:
- Trypetheliopsis boninensis
- Trypetheliopsis coccinea
- Trypetheliopsis epiphylla
- Trypetheliopsis gigas
- Trypetheliopsis hirsuta
- Trypetheliopsis kalbii
- Trypetheliopsis kassamensis
- Trypetheliopsis yoshimurae